# Núi Kim Bảo
Kim Bảo Sơn (tiếng Trung: 金寶山; bính âm: Jīnbǎo Shān; nghĩa đen 'núi bảo vật vàng') là khu nghĩa trang tư nhân nằm tại sườn núi Kim Sơn, Tân Bắc, Đài Loan. Tại đây có thể nhìn thấy bảo tàng Chu Minh và biển Hoa Đông.
Hỏa táng tại Kim Bảo Sơn được đặt cả trong nhà và ngoài trời. Khu vực này có thể dùng xe lăn.
Kim Bảo Sơn là địa điểm nổi tiếng với tranh nghệ thuật. Khuôn viên và nội thất bên trong được thiết kế bởi một số nghệ sĩ bao gồm nghệ sĩ điêu khắc người Đài Loan Chu Minh. Điêu khắc tại khuôn viên theo kiểu hiện đại và thường được thể hiện bằng kí tự. Nhiều tác phẩm không mang tính tôn giáo công khai; một trong những số đó là hình ảnh Phật giáo và Đạo giáo, tất cả các tôn giáo lớn đều được biểu trưng tại một khu vực nhất định và một tòa nhà chính ở vị trí nổi bật dành cho Kitô giáo.
Khu lăng một thường được đến thăm viếng nhất thuộc về nữ ca sĩ người Đài Loan Đặng Lệ Quân. Khu vườn tưởng niệm của cô bao gồm bức tượng kích thước thật và một bàn phím điện tử lớn trên mặt đất mà du khách có thể bước lên trên đó.

## Liên kết
- Chin Pao San web site (bằng tiếng Trung Quốc)